# Pressão oncótica

A pressão osmótica oncótica capilar (roxa) se opõe a pressão hidrostática capilar (verde).

Pressão oncótica ou pressão osmótica coloidal, em áreas da saúde, é a pressão osmótica gerada pelas proteínas no plasma sanguíneo, especialmente pela albumina e pelas globulinas. Como as proteínas plasmáticas geralmente não conseguem atravessar paredes de capilares sanguíneos saudáveis, elas exercem significativa pressão osmótica sobre os íons e água que atravessam as paredes dos capilares em direção ao sangue, e dessa forma, equilibram parcialmente a quantidade de líquido que sai dos capilares por pressão hidrostática com a que retorna. É representado pela letra grega π (pi) na Equação de Starling.  
A pressão oncótica total de um capilar média é de cerca de 28 mmHg, variando entre 25 e 30 mmHg, com albumina contribuindo aproximadamente 70% a 80% desta pressão. As forças não se igualam, de modo que nem todo líquido e íons retornam direto ao sangue. De 1% a 2% do líquido que saiu é drenado pelo sistema linfático.
Também existe pressão oncótica exercida pelas proteínas nos tecidos e dentro das células, e que varia com a permeabilidade do capilar, porém muito menor que a pressão oncótica capilar.

## Etimologia
Coloides é um termo usado para referir-se a moléculas de grande peso molecular (MW nominalmente> 30.000) presentes numa solução. No plasma sanguíneo normal, as proteínas são os principais coloides presentes. E osmose se refere ao movimento passivo de um líquido de um meio menos concentrado em solutos para uma mais concentrado.

## Patologias
Em condições onde as proteínas plasmáticas estão reduzidas, como no caso de doenças renais, quando são excretadas na urina (proteinúria) ou por desnutrição severa, a queda na pressão oncótica resulta em menor retorno de líquido intersticial provocando edema(acúmulo anormal de líquido no espaço intersticial) ou ascite. Desse modo, medir a albumina plasmática pode servir para diagnosticar edemas internos, como edema pulmonar, ou para descobrir a causa de edemas visíveis.
A pressão oncótica é maior em capilares que possuem uma grande rede de filtração (como os capilares do glomérulo renal) e pode ser medida com um oncômetro ou com a Equação de Van't Hoff (OP =  n x (c/M) x RT). 